# Saint-Pellerin, Manche

Saint-Pellerin este o comună în departamentul Manche, Franța. În 1 ianuarie 2018 avea o populație de 361 de locuitori.